# Desa Wonokromo (administrativ by i Indonesien, Jawa Tengah, lat -7,31, long 109,89)
Desa Wonokromo är en administrativ by i Indonesien.   Den ligger i provinsen Jawa Tengah, i den västra delen av landet, 400 km öster om huvudstaden Jakarta.